# Félix-Étienne Ledent
Félix-Étienne Ledent   (Lieja, 17 de novembre de 1816 - Lieja, 23 d'agost de 1886) fou un músic, pianista; professor de música belga i director d'interpretació del Reial Conservatori de Lieja.
Félix-Étienne Ledent va néixer a Lieja, en el que aleshores era el Regne Unit dels Països Baixos. Era un estudiant al Reial Conservatori de Lieja amb el professor Jules Jalheau, que el director del Conservatori Reial de Lieja, J. Daussoigne-Méhul, havia fet venir de París per ensenyar piano al conservatori de música.
El 1844, Félix-Étienne Ledent va guanyar el Premi belga de Roma. Posteriorment es va convertir en professor de piano al Conservatori Reial de Lieja al mateix temps que el seu company Jean-Théodore Radoux, professor en harmonia. Té entre els seus alumnes, el músic de Quebec, Gustave Gagnon i el liegès, Hubert de Blanck.
En 1871-1872, Félix-Étienne Ledent va ser nomenat director interí del Conservatori Reial de Lieja, després de la mort de Etienne-Joseph Soubre. Fou el seu amic Jean-Théodore Radoux el que el succeiria. Com a compositor va escriure Adagio et Rondo per a piano i orquestra, altres peces per a piano i cançons.